# Карибский суд
Карибский суд (англ. Caribbean Court of Justice; нидерл. Caribisch Hof van Justitie; фр. Cour Caribéenne de Justice) — высший судебный орган Карибского сообщества (КАРИКОМ). В полномочия суда входит толкование положений Чагуаранского договора (Учредительного документа КАРИКОМ).
Кроме того, Карибский суд является судом последней инстанции по гражданским и уголовным делам для Барбадоса, Белиза и Гайаны, поскольку они отказались от юрисдикции Судебного комитета Тайного совета Великобритании, который в течение длительного времени рассматривал апелляции из этих стран. Тем самым, Карибский суд возглавляет как национальную систему судов названных стран, так и сам по себе является международным судом, обладая общей (толкование учредительных актов КАРИКОМ) и специальной (в отношении гражданских и уголовных дел) юрисдикцией.

## История создания
После распада Вест-индийской федерации в 1962 году, англоязычные государства Карибского региона сформировали КАРИФТА — Карибское сообщество свободной торговли. Обусловлено это решение было тем, что хотя попытка политической интеграции с целью достижения независимости от Великобритании не была достигнута, в регионе ощущалась необходимость создания единого рынка и свободных экономических связей.
В 1973 году КАРИФТА было переформировано в КАРИКОМ в результате подписания Чагуаранского соглашения «большой четверкой» государств Карибского региона: Тринидадом и Тобаго, Барбадосом, Ямайкой и Гвианой, которые к тому времени уже обрели независимость от Великобритании.
В 2001 году был подписан новый текст учредительного договора, ставший новой вехой развития карибской интеграции, что привело к заключению 14 февраля 2001 года Договора о создании Карибского суда.
Соглашение об учреждении Карибского суда вступило в силу 23 июля 2003 года. Торжественное открытие суда состоялось 16 апреля 2005 года в Порт-оф-Спейне, Тринидад и Тобаго.

## Структура
Суд не имеет в своей структуре постоянных палат или коллегий. Судебные коллегии формируются для разрешения каждого дела отдельно, ad hoc. В составе суда 10 судей, являющиеся признанными специалистами в области международной торговли. Судьи занимают должности бессрочно, до достижения возраста 72 лет.
| Государство                      | Член суда               | Президент | Судья |
| -------------------------------- | ----------------------- | --------- | ----- |
| Сент-Китс и Невис                | Деннис Байрон           | 2011–     |       |
| Тринидад и Тобаго                | Ролстон Нельсон         |           | 2005– |
| Ямайка                           | Винстон Чарльз Андерсон |           | 2010– |
| Сент-Винсент и Гренадины         | Эдриан Сондерс          |           | 2005– |
| Гайана                           | Дезире Бернард          |           | 2005– |
| Великобритания                   | Дэвид Хэйтон            |           | 2005– |
| Нидерландские Антильские острова | Джейкоб Вит             |           | 2005– |

## Юрисдикция
В юрисдикцию суда входит разрешение споров между государствами-членами КАРИКОМ, а также связанных с толкованием учредительных актов КАРИКОМ. Правом на обращение в суд обладают только государства, которые, однако, могут защищать не только свои интересы, но и интересы граждан и юридических лиц. Суд также может разрешить подать жалобу частному лицу непосредственно.
Суд выступает в качестве апелляционной инстанции по делам:
- гражданско-правовым  с суммой иска не менее 25 тыс. восточно-карибской  валюты;
- о расторжении брака или его недействительности;
- связанных с толкованием конституций государств-участников;
- по решениям высших национальных судов по вопросам применения Конституции в части прав и свобод человека;
- уголовные дела по тяжким и особо тяжким преступлениям